# Don't Cry (canción de Asia)
«Don't Cry» es una canción de la banda británica de rock progresivo Asia que fue escrita por John Wetton y Geoff Downes, la cual aparece en su segundo álbum de estudio Alpha, que fue publicado en 1983. «Don't Cry» fue lanzado como el primer sencillo de este álbum en el mismo año.
Este sencillo fue un gran éxito en los Estados Unidos, pues se logró ubicar en el 1.º lugar del Mainstream Rock Tracks y en la 10.º posición de la lista del Hot 100, ambas de Billboard.
En el Reino Unido, también fue muy exitoso, de hecho, «Don't Cry» fue el sencillo de la banda que logró mayor popularidad en este país, pues llegó a posicionarse en el 33.º lugar de la UK Singles Chart.
En Canadá, al igual que en los EE. UU. y en el RU, este sencillo también se pudo colocar en las listas de popularidad, ya que el 24 de septiembre de 1983 alcanzó la posición 10.º en el listado de los 50 sencillos más populares de la RPM Magazine y permaneció durante doce semanas en dicha lista.

## Versiones
«Don't Cry» fue publicado en formato de vinilo de 7 y 12 pulgadas, pero al igual que en sus sencillos anteriores «Heat of the Moment» y «Only Time Will Tell», su contenido varía dependiendo de la región donde fue lanzado. En el Reino Unido, el sencillo de 7 pulgadas tiene como lado B «True Colours», mientras que en versiones internacionales el lado B es el tema «Daylight». Respecto al vinilo de 12 pulgadas, la edición británica contiene las tres canciones antes mencionadas, en tanto que la versión estadounidense, a diferencia de la británica, fue de promoción, así que solo contiene el tema «Don't Cry» en ambos lados del sencillo.

## Lista de canciones
Todas las canciones fueron escritas por John Wetton y Geoff Downes

### Ediciones en formato de 7 pulgadas

#### Versión británica
| Side one |                |          |  |
| N.º      | Título         | Duración |  |
| 1.       | «Don't Cry»    | 3:25     |  |
| 2.       | «True Colours» | 3:53     |  |

#### Versiones internacionales
| Side one |             |          |  |
| N.º      | Título      | Duración |  |
| 1.       | «Don't Cry» | 3:25     |  |
| 2.       | «Daylight»  | 3:31     |  |

### Ediciones en formato de 12 pulgadas

#### Versión británica
| Side one |                |          |  |
| N.º      | Título         | Duración |  |
| 1.       | «Don't Cry»    | 3:25     |  |
| 2.       | «Daylight»     | 3:31     |  |
| 3.       | «True Colours» | 3:53     |  |

#### Versión estadounidense
| Side one |             |          |  |
| N.º      | Título      | Duración |  |
| 1.       | «Don't Cry» | 3:25     |  |
| 2.       | «Don't Cry» | 3:25     |  |

## Formación
- John Wetton — voz principal y bajo
- Geoff Downes — teclados y coros
- Carl Palmer — batería
- Steve Howe — guitarra

## Posicionamiento
| País           | Lista                  | Máxima posición |
| -------------- | ---------------------- | --------------- |
| Alemania       | Media Control Charts   | 54.º            |
| Canadá         | RPM Magazine           | 10.º            |
| Estados Unidos | Billboard Hot 100      | 10.º            |
| Estados Unidos | Mainstream Rock Tracks | 1.º             |
| Francia        | Top 100                | 7.º             |
| Irlanda        | IRMA Top 100           | 20.º            |
| Italia         | Top 100 Italiano       | 22.º            |
| Países Bajos   | Top 40                 | 34.º            |
| Reino Unido    | UK Singles Chart       | 33.º            |